# 春日新田駅
春日新田駅（かすがしんでんえき）は、かつて新潟県中頸城郡直江津町（現在の新潟県上越市春日新田）に存在した、北越鉄道の駅（廃駅）。

## 歴史
- 1897年（明治30年）5月13日 - 北越鉄道 当駅 - 鉢崎駅（現在の米山駅）間開業時に、終着駅として開業[1]。
- 1899年（明治32年）9月5日 - 北越鉄道が直江津駅まで延伸、中間駅となる[1]。
- 1906年（明治39年）8月30日 - 廃止[1]。

## 隣の駅
北越鉄道
直江津駅 - 春日新田駅 - （黒井駅） - 犀潟駅
※当時、黒井駅は貨物駅で旅客営業なし。

## 廃止後の状況
JR信越本線の春日新田踏切近辺（春日神社境内）に「春日新田駅跡」を示す看板が残る。